# Myloplus rubripinnis

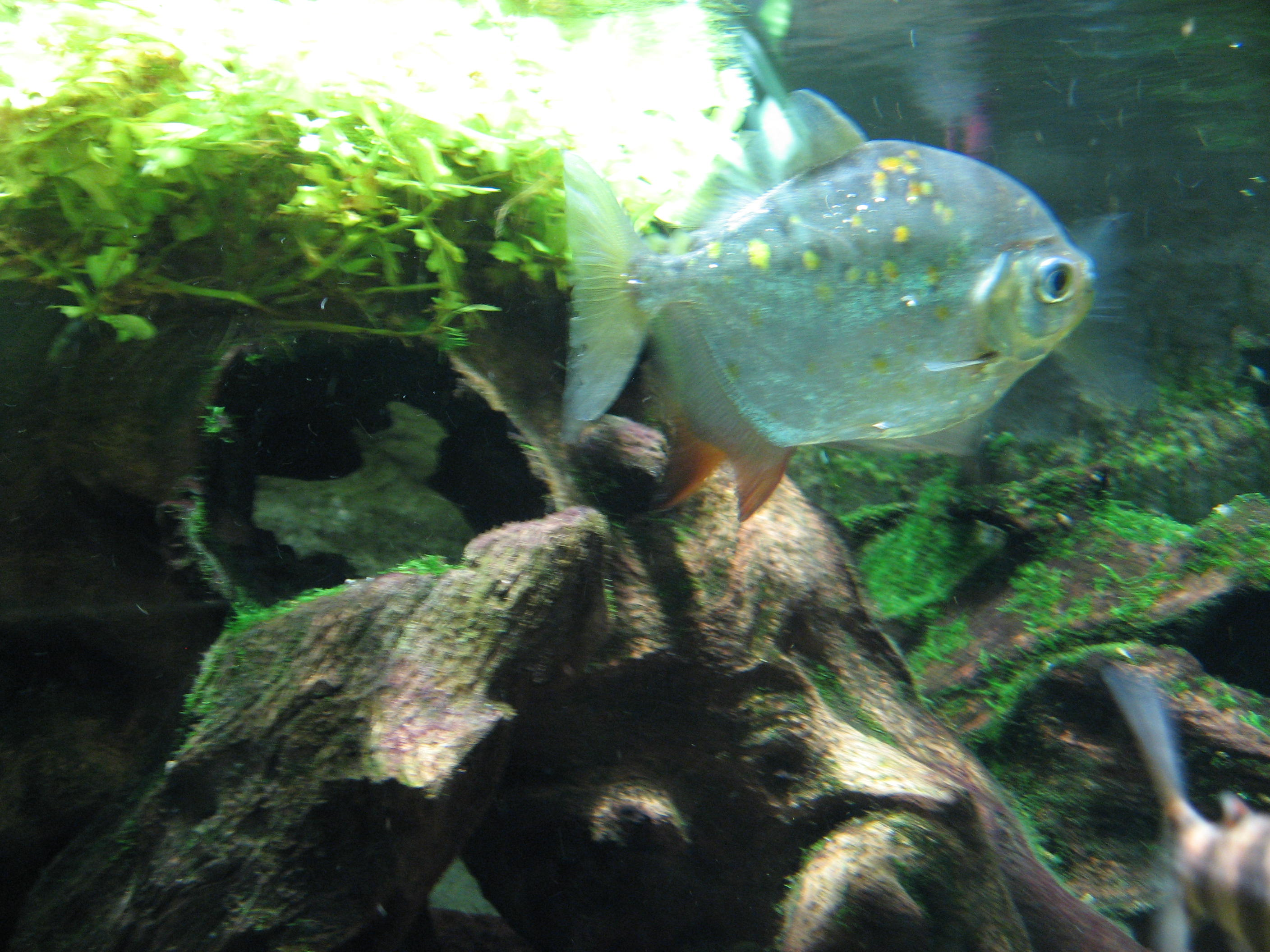
Vista lateral

 Myloplus rubripinnis és una espècie de peix de la família dels caràcids i de l'ordre dels caraciformes.

## Morfologia
- Els mascles poden assolir 39 cm de llargària total i 2.500 g de pes.[3][4]

## Reproducció
La seua reproducció encara no s'ha dut a terme en captivitat.

## Alimentació
Menja fulles de la vegetació fluvial.

## Hàbitat
Viu en zones de clima tropical entre 23 °C - 27 °C de temperatura.

## Distribució geogràfica
Es troba a Sud-amèrica: conques dels rius Amazones i Orinoco, i rius de les Guaianes.

## Costums
És una espècie gregària i no agressiva.

## Observacions
Posseeix una dentadura capaç de produir greus mossegades als humans.